# Pier Francesco Listri
Pier Francesco Listri (Livorno, 5 agosto 1932 – Fiesole, 8 marzo 2021) è stato un giornalista, saggista e biografo italiano.

## Biografia
Pier Francesco Listri nacque a Livorno nel 1932 da Livio Listri e Lina Azria. Nel 1938 si trasferì a Firenze, seguendo la famiglia che aveva preso casa in via Alessandro Volta. Dopo aver frequentato la scuola elementare Giuseppe Garibaldi, proseguì gli studi nel prestigioso Collegio barnabita La Querce, conseguendovi la maturità classica.
Si laureò in lettere all’Università di Firenze, relatore Giacomo Devoto e secondo relatore Giuseppe De Robertis.
Collaborò in giovane età alla testata Il Nuovo Corriere di Romano Bilenchi, in seguito scrisse su quotidiani, settimanali e riviste nazionali (La Nazione, Il Giornale, Il Sole 24 ore, L'Espresso, Il ponte), per lavorare successivamente a Radio Rai come conduttore, regista e produttore di programmi culturali.
Autore di saggi e biografie su toscani famosi, fu consigliere comunale nel Comune di Fiesole, dove visse per decenni, e professore presso l'Università dell'Età Libera di Firenze.
Premiato col Fiorino d'oro per concittadini illustri dato dal Comune di Firenze, il 17 febbraio 2017 conseguì anche il prestigioso riconoscimento della Regione Toscana, Trofeo Pegaso d'argento.
Listri è morto nel marzo del 2021 dopo una lunga malattia, nella sua casa di Fiesole. Aveva 88 anni.

## Opere
- Florence, 1967: The Third Renaissance (1967)
- Le frontiere dell uomo : antologia di problemi contemporanei. Pier Francesco Listri, Gorizio Viti, Pier Luigi Ballini (1971)
- La Nazione 1860-1900 giornale di cento anni fa: dal quotidiano La Nazione, cronache di Firenze e della Toscana, fatti e servizi dal mondo/ a cura di Pier Francesco Listri e Maurizio Naldini (1984)
- Firenze e la Toscana di Yorick. Torna, a 150 anni dalla nascita, il primo giornalista moderno. Prefazione di Indro Montanelli (1985)
- Bennucci, Sandro . Caro Arno, / il fiume raccontato da Sandro Bennucci ; fotografato da Maurizio Berlincioni e Massimo Pacifico ; introduzione di Pier Francesco Listri. - Firenze : Regione Toscana (1986)
- Carrà: (oli, disegni e acqueforti): [catalogo della mostra], 11 ottobre-5 novembre 1986 / Carlo Carrà ; presentazione di Pier Francesco Listri. - Firenze : Galleria d'arte Palazzo Vecchio (1986)
- Orfeo Tamburi: Periodo romano 1938-1945: [catalogo della mostra] dall'8 Novembre 1986, Galleria d'arte Palazzo Vecchio, Firenze, Introduzione di Pier Francesco Listri. Galleria d'arte Palazzo Vecchio (1986)
- I Lorena a Firenze e in Toscana (1987)
- Tutto Bargellini. L'uomo, lo scrittore, il sindaco: con il diario inedito dei giorni di Palazzo Vecchio (1989)
- George Mosse (1990)
- Maddalena De Luca (1990)
- Roberto Ridolfi (1990)
- L'avventura di Firenze : Tre secoli fra turismo e cultura (1700 - 1990) (1991)
- Listri, Pier Francesco . La grande storia di Firenze / Pier Francesco Listri ; Maurizio Naldini ; [introduzione di Franco Cardini]. 1, Dalle origini a Dante (1992)
- Listri, Pier Francesco - Naldini, Maurizio . La grande storia di Firenze / Pier Francesco Listri ; Maurizio Naldini ; introduzioni di Franco Cardini. 2, Dal Comune al Granducato (1992)
- Firenze e la Toscana: vita e costume di un secolo fa/ a cura di Maurizio Naldini e Pier Francesco Listri (1992)
- Firenze espone: la grande avventura fiorentina del 1861 con uno sguardo sul ventesimo secolo  (1992)
- Spadolini, Giovanni . A short history of Florence / by Giovanni Spadolini ; edited by P.F. Listri (1992)
- Il mondo di Nerbini. Un editore nell'Italia unita. Introduzione di Giovanni Spadolini (1993)
- I segreti dell'informazione: stampa e TV nelle parole dei protagonisti (1994)
- Toscana dagli Etruschi al Duemila: i luoghi, la storia, l'arte (1998)
- Tuscany from etruscans to year 2000 : places, history, art (1999)
- Dizionario di Firenze (1999)
- Il Dizionario della Toscana (2001)
- Tuscany. Gastronomical guide (2001)
- Il vivere toscano (2002)
- La piccola grande storia di Firenze (2002)
- Come eravamo (2002)
- Il Dizionario dei Macchiaioli (2003)
- Gli Alinari – Specchi d’Italia (2003)
- Il dizionario della Toscana a tavola (2004)
- Ecco La Pira : Chi fu, cosa fece, quanto ne resta (2004)
- Luciano Bausi (2005)
- Ecco Firenze (2007)
- L’antica Compagnia del Paiolo (2008)
- Fiesole (2008)
- Guida di Fiesole (2009)
- L’energia toscana tra passato e futuro (2009)
- Mastro Pasticcio (2011)
- Nuovo Rinascimento (2011)
- Alfabeto del pane (e companatico) (2011)
- Il Calamandrillo (2011)
- Grande dizionario storico dell'Unità d'Italia. Eventi, luoghi e personaggi (2011)
- Enciclopedia popolare della vita quotidiana - Il Novecento italiano (2014)
- Dieci volte Firenze (2015)
- Pietro Leopoldo Granduca di Toscana - Un riformatore del settecento (2016)
- Gli italiani a tavola (2016)
- Cinquanta voci per mezzo secolo (2017)

## Programmi radiofonici
- Chiosco (1968-1969)
- Le voci d'Italia (1978)
- Città notte (1981-1982)
- Trent'anni di televisione attraverso la radio (1983)
- Risate senza filo: 60 anni di rivista radiofonica (1984)
- I bambini mi hanno detto (1985)
- A video spento (1991)